# Etherius z Vienne
Svatý Etherius z Vienne žil v 7. století a byl biskupem Vienne. Zemřel roku 626.
Jeho svátek se slaví 14. června.